# Frederiksstaden
Frederiksstaden je městská čtvrť v Kodani, hlavním městě Dánska. Čtvrť Frederiksstaden byla postaven za vlády Frederika V. ve druhé polovině 18. století a je považována za jeden z nejvýznamnějších rokokových komplexů v Evropě. V roce 2006 byla čtvrť vybrána mezi dvanáct architektonických a krajinářských děl dánského kulturního dědictví a zapsána na seznam tzv. Dánského kulturního kánonu.

## Charakteristika

### Okolnosti vzniku
V roce 1748 uplynulo 300 let od nástupu Oldenburků na dánský trůn a v roce 1749 bylo 300. výročí korunovace Kristiána I. Dánského. Na počest těchto dvou významných výročí padlo rozhodnutí o výstavbě čtvrti v jednotném rokokovém stylu. Projekt vedl Adam Gottlob Moltke (dánský dvořan, státník a diplomat německého původu, oblíbenec Fridricha V. Dánského) a hlavním architektem celé čtvrti byl Nicolai Eigtved.

### Projekt a plán
Poprvé byl projekt zmíněn 21. srpna 1749, kdy Johan Ludvig Holstein, vrchní tajemník dánské kanceláře, zaslal dopis kolegiu admirality a generálních komisařů. Původní plán vypracoval Andreas Bjørn, který stál v čele obchodníků ve městě. Zohledněny byly i negativní zkušenosti z požáru v roce 1728 (např. bylo doporučeno odstranit sklady dřeva) a již 5. září 1749 byl schválen upravený plán a 12. září byl informován kodaňský magistrát. Ten pak nechal na radnici vytisknout plakát, který projekt propagoval na veřejnosti.

### Urbanistické řešení

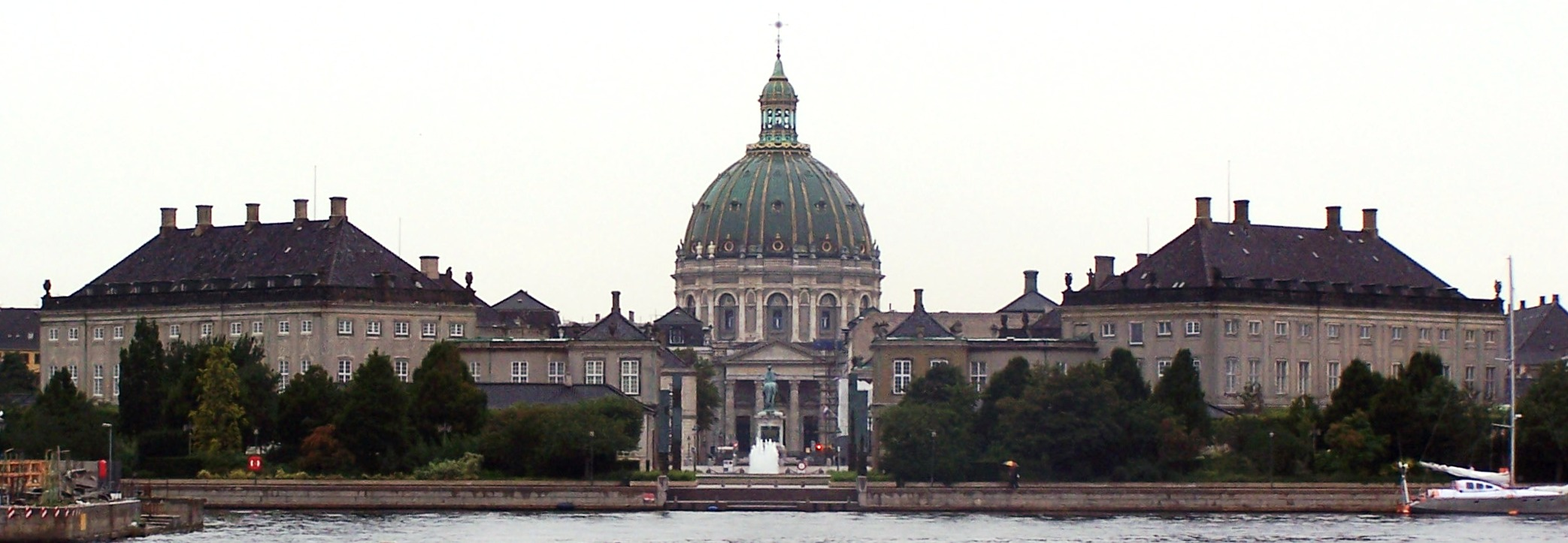
Panorama s královskými paláci a Frederikovým kostelem, pohled od budovy opery

Král Frederik V. jmenoval Adama Gottloba Moltkeho hlavní osobou odpovědnou za stavbu. Urbanistickým a architektonickým řešení celé čtvrti byl pověřen Nicolai Eigtved. Na místě zůstaly jen zbytky vyhořelého hradu Amalienborg a velká barokní zahrada patřící ke královskému sídlu. Urbanistické řešení, které Nicolai Eigtved navrhl, použilo obdobný pravidelný šachovnicový vzor, jaký byl použit v sousední čtvrti Ny-København již o století dříve, při rozšiřování Kodaně. Bylo však monumentálnější a ucelenější: obsahovalo hlavní náměstí a velký kostel.
Centrem nové čtvrti se stalo hlavní osmiúhelníkové náměstí obklopené čtyřmi šlechtickými paláci (dnes jsou všechny čtyři paláce součástí královského sídla Amalienborg) a Frederikův kostel. Ulice Amaliegade tvoří dlouhou osou nové čtvrtí, zatímco ulice Frederiksgade se stala příčnou kratší osou. V roce 2005 byla tato kratší osa opticky prodloužena, protože až za vodou (na ostrově Holmen), ale přesně v ose ulice byla postavena budova nové kodaňské opery (Operaen). Od hlavního vchodu do opery je dobře vidět Frederikův kostel a ze střechy Fredirikova kostela je vidět jak náměstí s královskými paláci, tak budova opery za vodou.
Celá čtvrť se vyznačuje přímými širokými ulicemi v pravoúhlém uspořádání, které lemují další výstavné paláce, vily a měšťanské domy. Čtvrť Frederiksstaden je ohraničena ulicemi Bredgade (do roku 1877 Norgesgade), Sankt Annæ Plads, Toldbodgade a Esplanaden (do roku 1953 Toldbodvej). Některé domy na ulici Store Kongensgade byly postaveny současně se čtvrtí Frederiksstaden.

### Architektura
Čtyři paláce obklopující náměstí jsou zvenčí stejné, ale uvnitř se liší, byly určeny různým dánským šlechtickým rodinám. Královskou rezidencí se staly až po požáru předchozího královského sídla. Původně palác rodiny Moltkeho (nyní palác Kristiána VII.) byl nejdražší a měl nejextravagantnější interiéry. Jeho Velký sál (Riddersalen) je uznáván jako snad nejkrásnější dánský rokokový interiér. Uprostřed náměstí se nachází monumentální jezdecká socha Frederika V. podle návrhu francouzského sochaře Jacquese Françoise Josepha Salyho, který pracoval pro dánský dvůr a skoro sedmnáct let byl ředitelem dánské Akademie.
Nicolai Eigtved zahájil stavební práce na další klíčové stavbě čtvrti a jednom z mistrovských děl sakrální architektury – Frederikově kostele (dánsky Frederiks Kirke), který je často nazýván také Mramorový kostel (dánsky Marmorkirken). Po jeho smrti ve stavbě pokračoval francouzský architekt působící na dánském královském dvoře Nicolas-Henri Jardin, ale i pod jeho vedením stavba pokračovala velmi pomalu. Když v necelých 43 letech zemřel i král Frederik V., věrný příznivec Jardina, situace tohoto francouzského architekta se rychle zhoršovala. Pár let poté, v roce 1770 Johann Friedrich Struensee, který faktický zemi vládl místo Kristiána VII., stavbu kostela zcela zastavil. Po desítky let zůstával kostel rozestavěn a dokončen byl až na sklonku 19. století. Pro veřejnost byl otevřen 19. srpna 1894, 145 let po položení základního kamene.
Na rozdíl od nedokončeného kostela, Nicolai Eigtved nejen navrhl, ale také postavil ještě další budovy v této čtvrti. Zmíníme alespoň Frederiks Hospital. Byla to první dánská nemocnice v dnešním slova smyslu. Založil ji král Frederik V. a financoval z výnosů norské pošty (Norsko byl součástí Dánského království). Postavena byla v letech 1752–1757, slavnostní otevření se uskutečnilo 31. března 1757 v den narozenin krále. Nemocnice byla provozována jako nezávislá instituce s cílem poskytovat zejména bezplatnou péči a léčbu pacientům bez prostředků. V budově je dnes Dánské muzeum užitého umění (Kunstindustrimuseet).

## Významné budovy
- Amalienborg: hlavní sídlo dánských králů. Původně čtyři samostatné paláce pro významné dánské šlechtické rody: palác rodiny Moltke, palác rodiny Levetzau, palác barona Brockdorff a palác hraběnky Schack.
- Frederikův kostel: dánsky Frederiks Kirke, často nazývaný též Mramorový kostel.
- Frederiks Hospital: původně nemocnice, v současnosti Dánské muzeum užitého umění.
- Odd Fellow Palæe: název od roku 1900 podle vlastníka, původně Berckentinův palác, později Schimmelmannův palác.

## Fotogalerie

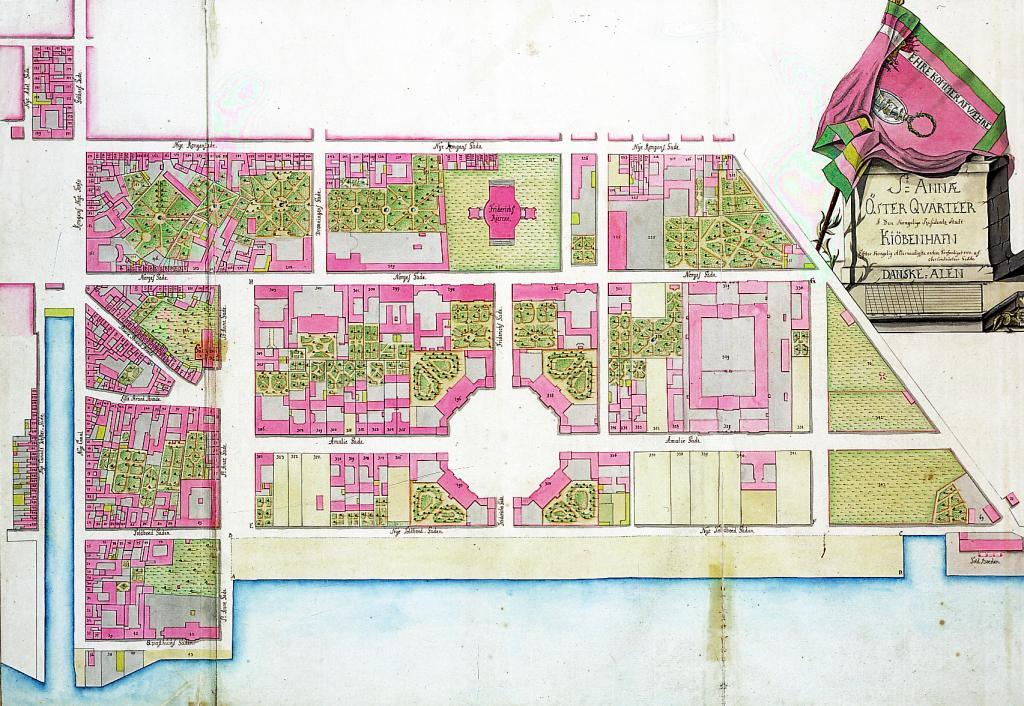
Část mapy Kodaně z roku 1757, zobrazující Frederiksstaden
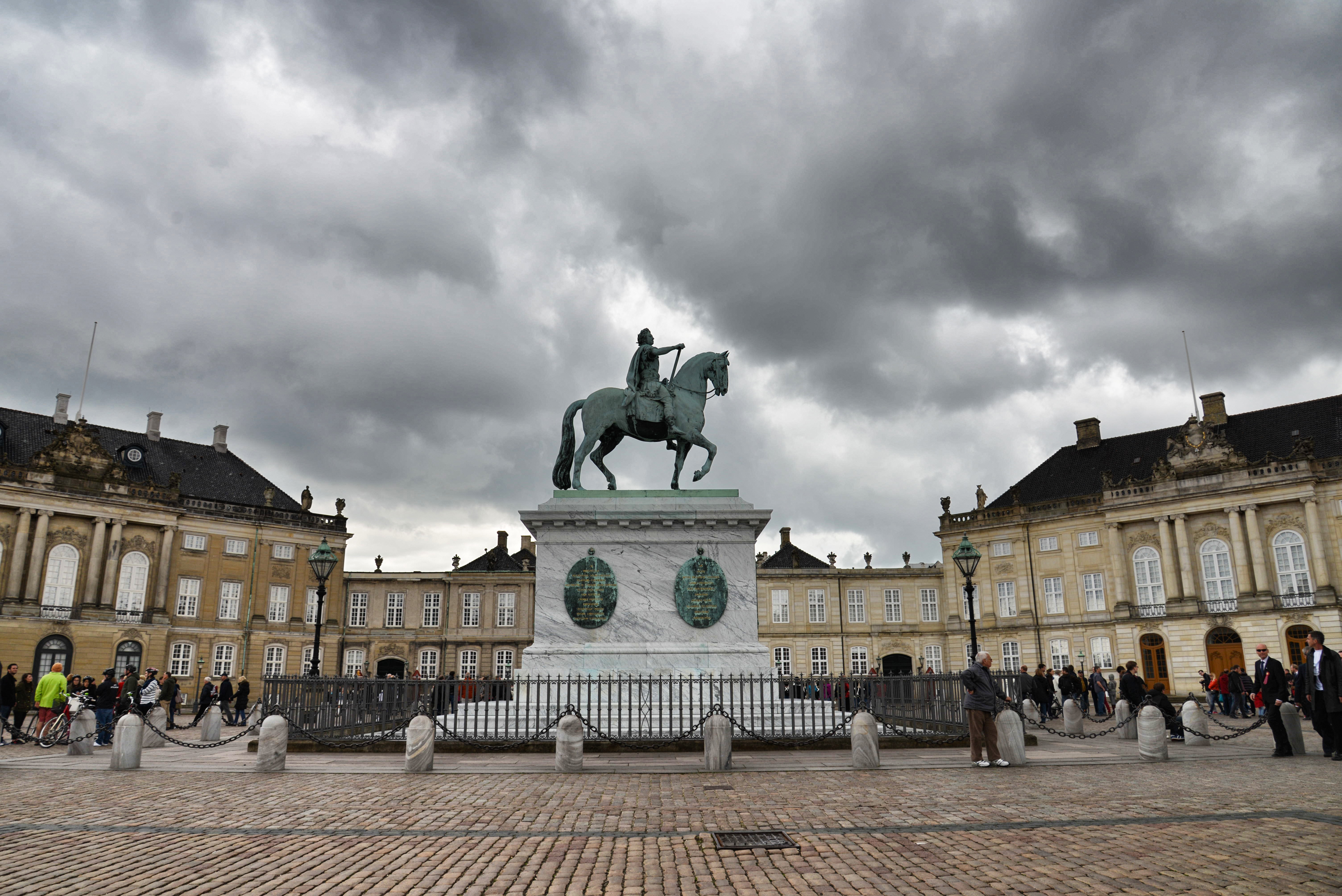
Náměstí Amalienborg s královskými paláci, socha Frederika V.
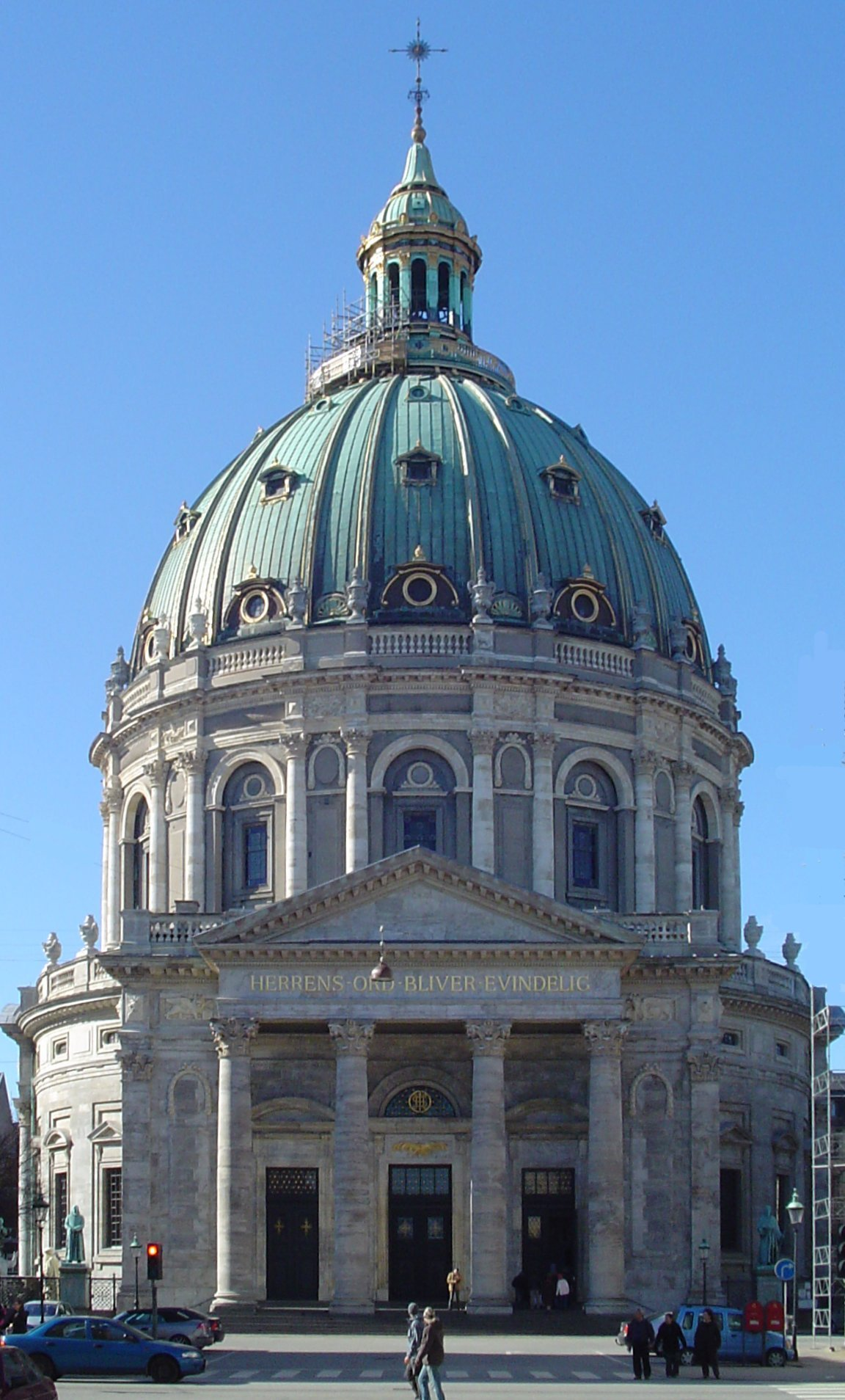
Frederikův kostel
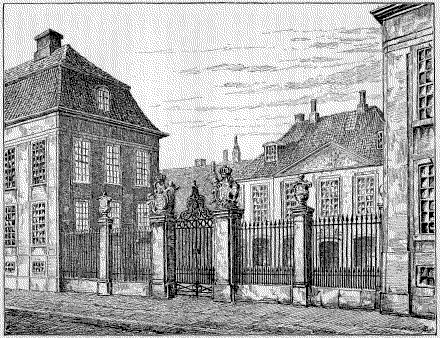
Frederiks Hospital
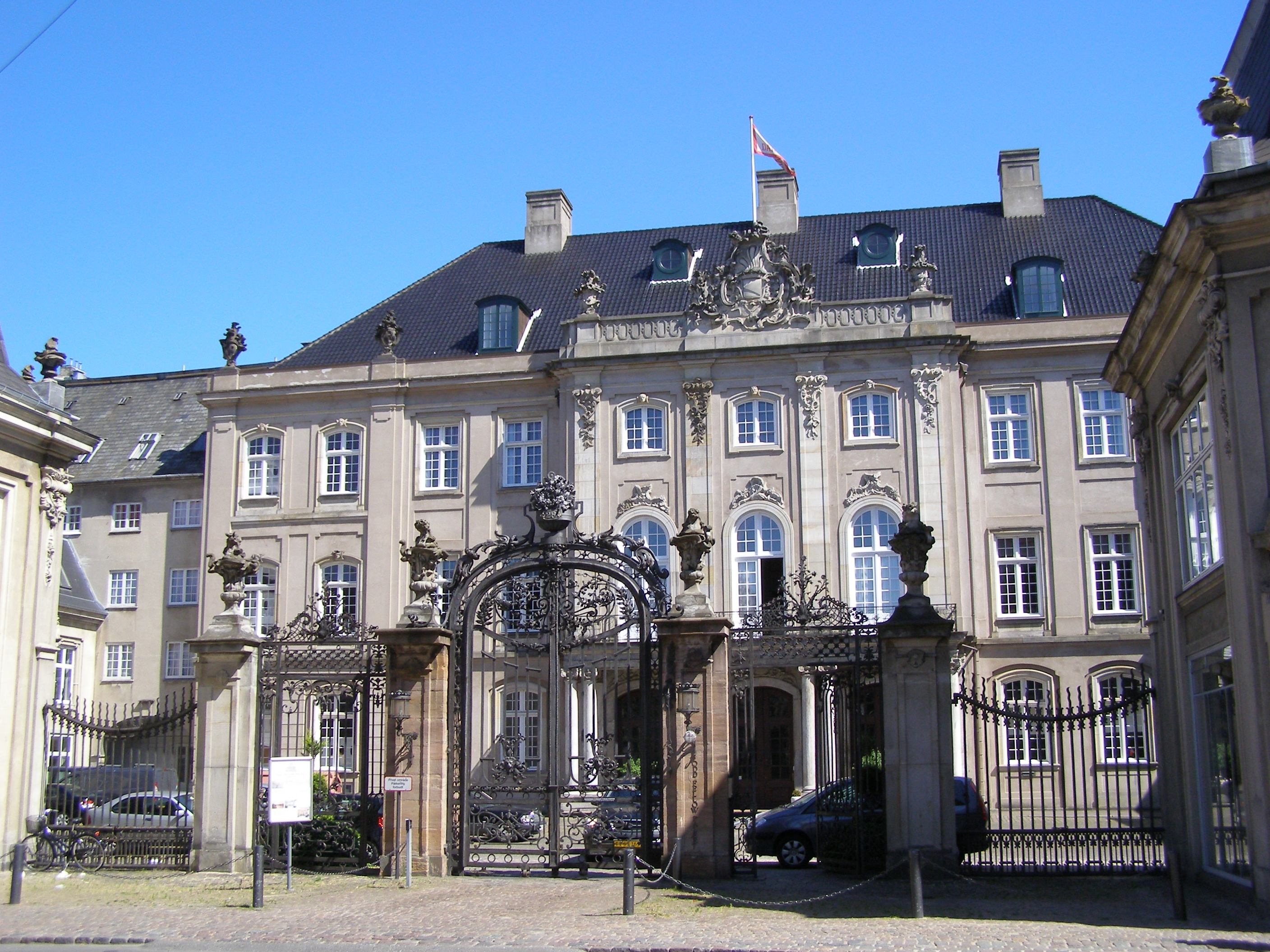
Palác Odd Fellow